# Mancio Konishi
Mancio Konishi SJ (jap. マンショ小西), (ur. w 1600, zm. w 1644 w Osace) – japoński jezuita i męczennik, ostatni ordynowany kapłan chrześcijański w Japonii (następni pojawili się dopiero w połowie XIX wieku).
Syn japońskiej katoliczki Marii, studiował w seminarium duchownym koło Nagasaki. Edykt zniszczenia chrześcijaństwa z 1614 zmusił go do wyjazdu za granicę do Makau, a potem do Goa i w końcu do Portugalii, gdzie studiował w Coimbrze. W 1624 w Rzymie wstąpił do zakonu jezuitów. W 1627 otrzymał święcenia kapłańskie i na jesieni 1629 wyjechał do Goa. W 1632 wrócił do Japonii i prowadził nielegalną, tajną działalność misyjną w Kinai. Pojmany przez władze w Osace, zginął tam śmiercią męczeńską. Po jego śmierci, z powodu okrutnych prześladowań, nie było innych wyświęconych księży w Japonii aż do drugiej połowy XIX wieku.